# Copper Mountain, Colorado
Copper Mountain är ett berg och en vintersportort i delstaten Colorado i USA. Vintersportorten invigdes i november 1972, och bedrevs av Intrawest fram till december 2009, då driften såldes till Powdr Corporation.

### Fotnoter
1. ↑  Copper Mountain sold to Powdr Corporation